# Церковь Святого Сильвестра (Л’Акуила)
Церковь Святого Сильвестра (итал. Chiesa di San Silvestro) — церковь в архиепархии Л’Акуилы Римско-католической церкви в городе Л'Акуила, в провинции Л’Акуила, в регионе Абруццо, в Италии.

## История
Церковь в честь Святого Папы Сильвестра I была построена в первой половине XIV века на месте прежнего храма XIII века близ замка Коллебринчони. В XV—XVI веках благотворителями церкви были члены семьи Бранконьо, чей дом находился в непосредственной близости от храма. В 1519 году по заказу Марино Бранконьо, и его сына, Джованни Баттисты, протонотария Святого Престола, Рафаэль Санти написал картину «Посещения Персвятой Девы Марии» для капеллы Бранконьо в церкви. Картина была вскоре украдена вице-королём Неаполя по приказу Филиппа IV, короля Испании и привезена во дворец Эскориал. В настоящее время она находится в музее Прадо в Мадриде.
В новогоднюю ночь 1703 года храм сильно пострадал от землетрясения. Во время реконструкции интерьер церкви был перестроен в стиле барокко. В конце XIX века была построена колокольня, расположенная справа над фасадам. Реставрационные работы во второй половине XX века вернули церкви первоначальный готический стиль. Во время землетрясения в 2009 храм получил серьёзные повреждения. В настоящее время ведутся реставрационные работы.

## Описание
Церковь находится на возвышенности, венчая собой площадь Пьяцца Сан-Сильвестро. Справа от храма находится великолепное палаццо Бранконьо XV века — дворец влиятельной семьи в средневековой Л’Акуиле. Позади церкви большой газон.
Перед фасадом небольшая лестница. Фасад, построенный в 1350 году, облицован белым и розовым камнем. По горизонтали разделён на две части карнизом. Портал в романском стиле с люнетом с барельеф «Агнец Божий». Над порталом готическая роза. Завершение фасада состоит из ряда горизонтальных слепых заостренных арок. Над фасадом справа колокольня XIX века.
Церковь состоит их трёх нефов с деревянным потолком и равными конечными апсидами. Нефы разделены стрельчатыми арками на цилиндрических колоннах. На внутренних стенах сохранились фрагменты фресок XIV—XV веков, большинство из которых были обнаружены во время реставрации в 1967 году и удаления из интерьера элементов барокко. Автором фресок является живописец поздней готики Маэстро ди Беффи.
В нефе слева часовня XVI века — капелла Бранконьо, где находилась картина «Посещение Пресвятой Девы Марии» Рафаэля Санти, которую, несмотря на ожесточенное сопротивление жителей Л’Акуилы, в 1655 году вывезли в Испанию. Ныне в часовне находится копия. В нефе справа эдикула эпохи возрождения.